# Alberto Bachelet
Alberto Arturo Miguel Bachelet Martínez (Santiago, 27 de abril de 1923 – Santiago, 13 de março de 1974) foi um militar chileno, Brigadeiro-General da Força Aérea, ativo entre 1940 e 1973.  Opositor do golpe de 1973 do General Augusto Pinochet, foi preso e sujeito a tortura por vários meses até sua morte em 1974 de doença cardíaca.
Foi pai de Michelle Bachelet, presidente do Chile por dois mandatos (2006- 2010 e 2014-2018) .

## Vida pessoal e família

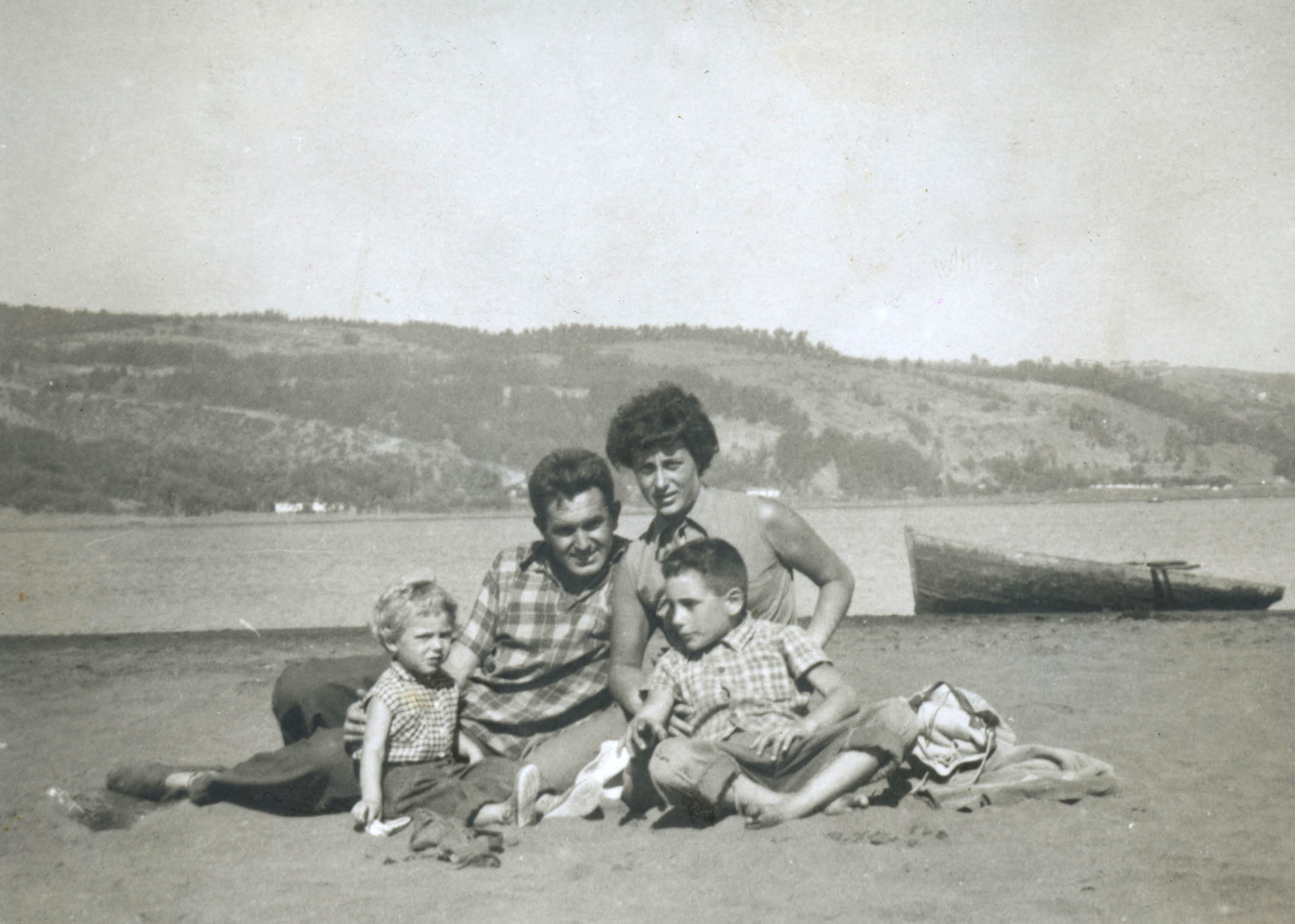
Alberto Bachelet com sua esposa e dois filhos

Seu bisavô, Joseph Bachelet Lapierre, era um comerciante de vinhos francês de Chassagne-Montrachet que emigrou para o Chile com sua esposa parisiense em 1860, contratado como especialista em produção de vinho pela vinícola Subercaseaux. Seu avô, Germán Bachelet, nasceu no Chile e se casou com uma franco - suíça .
Alberto Bachelet foi o terceiro dos cinco filhos de Alberto Bachelet Brandt e Mercedes Martínez Binimelis; cursou o ensino secundário no Internado Nacional Barros Arana. Em 1945 casou-se com a antropóloga Ángela Jeria Gómez, de cuja união nasceram dois filhos: Alberto (já falecido) e Verónica Michelle, que seria presidente do Chile (2006-2010; 2014-2018).
Esteve vinculado por 38 anos à Grande Loja Maçônica do Chile, uma organização que no momento de sua morte não conhecia sua filiação.

## Carreira militar
Em 1940, quando estava no serviço militar, obteve uma bolsa de estudos na Escola de Aviação do Capitão Manuel Ávalos Prado, juntamente com Gustavo Leigh, pela eleição do então comandante do Regimento de Artilharia Antiaérea de Colina, Coronel Luis Osvaldo Puccio Giesen. Bachelet e Leigh se reencontrariam mais tarde como oficiais; um, do ramo administrativo e o outro, do ramo aéreo.
Em 1962, sob a presidência de Jorge Alessandri Rodríguez, Bachelet foi designado para o escritório militar da embaixada chilena em Washington DC. Em 1972, Salvador Allende o nomeou secretário da Direção Nacional de Suprimento e Marketing (DINAC), cargo em que ele deveria dirigir as juntas de abastecimento e controle de preços (JAP).

### O golpe de Estado: detenções e tortura

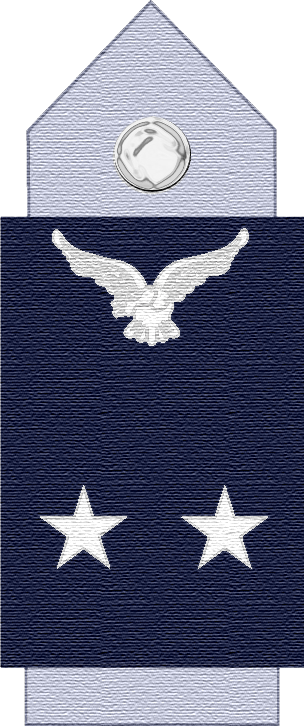
Bachelet chegou a ser Geral de Brigada Aérea, terceiro grau mais alto na hierarquia da Força Aérea.

Em 1973, o general Bachelet trabalhou na Diretoria de Contabilidade da Força Aérea Chilena (FACh). Por se opor ao golpe de estado de 11 de setembro, liderado pelo comandante em chefe do exército Augusto Pinochet - e apoiado, entre outros, por seu amigo Gustavo Leigh -, ele foi preso pela primeira vez em 11 de setembro de 1973 em seu escritório no Ministério da Defesa . Liberado na mesma noite, sua casa foi invadida em 14 de setembro e ele foi preso novamente.
Ele foi mantido na Academia de Guerra Aérea FACh (AGA), sendo seu diretor o então coronel Fernando Matthei . Naquele lugar, ele foi sujeito a interrogatórios e tortura por seus próprios companheiros de armas. Ele seria então transferido para o Hospital FACh. Em uma carta a seu filho Alberto, que morava na Austrália, ele disse: 
Eles me quebraram por dentro, em um momento, eles me quebraram moralmente - eu nunca soube odiar alguém - sempre achei que o ser humano é a coisa mais maravilhosa dessa criação e deveria ser respeitado como tal, mas encontrei camaradas do FACH que eu conheço há 20 anos, meus alunos, que me trataram como um delinquente ou como um cachorro.— Alberto Bachelet, 16 de outubro de 1973.
 Foi colocado em prisão domiciliar em outubro de 1973, mas em 18 de dezembro foi preso pela terceira vez, juntamente com vários oficiais da Força Aérea e oficiais não comissionados, que foram julgados por " traição à Pátria" em um Conselho de Guerra intitulado Aviação / Bachelet. e outros ROL 1-73, também conhecido como "Processo FACh".

## Morte e investigação

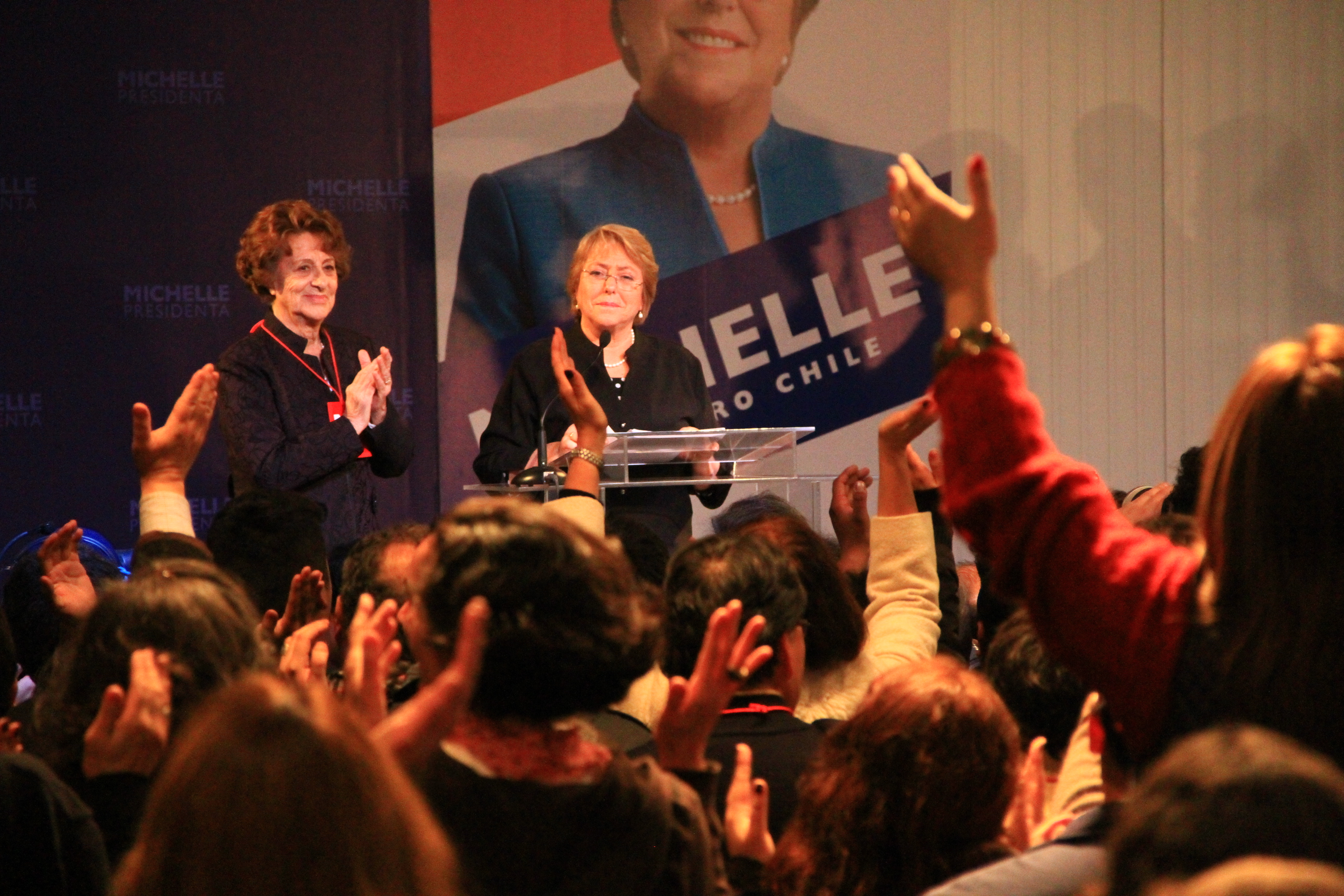
Sua viúva, Ángela Jeria, e sua filha Michelle, durante a candidatura presidencial desta última em 2013.

Ele morreu em 12 de março de 1974, depois de sofrer um infarto do miocárdio na prisão pública de Santiago, onde havia sido interrogado e torturado por seus próprios colegas da FACh .
Em 2005, os ex-oficiais Ramón Cáceres Jorquera e Edgar Cevallos Jones foram investigados, acusados de torturar vários membros da Força Aérea, entre eles Alberto Bachelet e Carlos Ominami Daza. No entanto, o Tribunal de Apelações de Santiago concedeu-lhes a liberdade provisória em abril daquele ano.
Em 2011, 726 casos de executados políticos foram reabertos na ditadura militar, incluindo Bachelet, que foi designado para o ministro visitante Mario Carroza. Em agosto daquele ano, Carroza fez uma declaração a Raúl Vergara, ex-subsecretário de Aviação e também torturado, que identificou o coronel Cevallos Jones como um dos torturadores de Bachelet. Ángela Jeria apresentou uma queixa para esclarecer a verdade sobre a morte do marido em setembro de 2011, à qual o Ministério do Interior se uniu em março de 2012.
Em junho de 2012, um relatório pericial do Serviço Médico Legal estabeleceu que Bachelet havia morrido por causa da tortura aplicada por seus subordinados. No mês seguinte, o juiz Carroza notificou os ex-policiais Cevallos Jones e Cáceres Jorquera que eles seriam processados como co-autores de tortura, resultando em morte.
Carroza condenou Cáceres a três anos e um dia de prisão e Cevallos a dois anos em 2014, punições que foram aumentadas para 4 anos de prisão efetiva pelo Tribunal de Apelações de Santiago no final de março de 2016 e confirmadas pelo Supremo Tribunal do Chile em setembro de 2016.
Em julho de 2013, o advogado Eduardo Contreras e a Associação de Parentes de Executados Políticos solicitaram, pela segunda vez, o processamento do general aposentado da FACh Fernando Matthei como autor ou cúmplice da tortura que Alberto Bachelet sofreu após o golpe de 1973.

## Homenagens póstumas

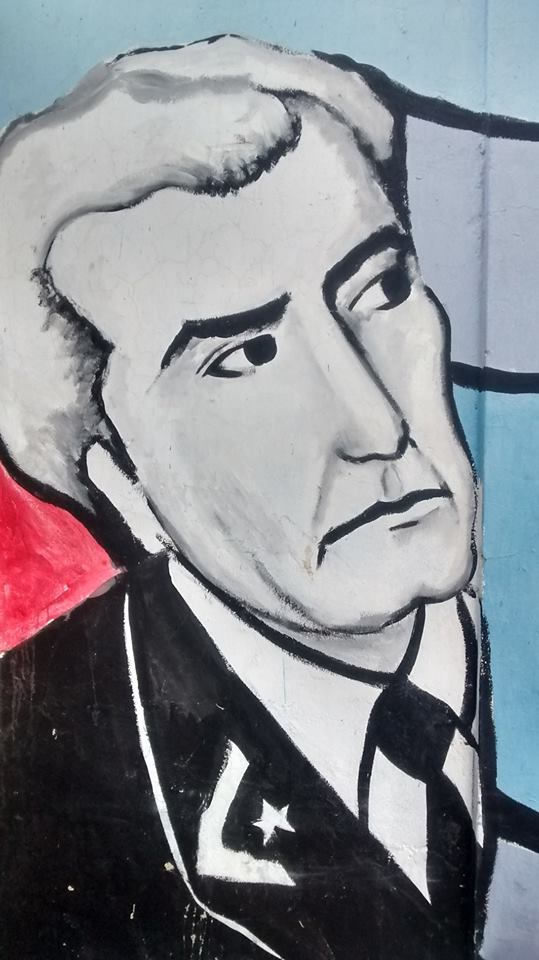
Imagem de Bachelet num mural do museu que leva seu nome

O senador Jaime Gazmuri rendeu-lhe homenagem na sessão do Senado do 12 de março de 1991.
O drama do general Bachelet é o de um homem íntegro envolvido em um clima de confronto que ele não buscou nem provocou. Esse também foi o drama de muitos outros uniformizados brilhantes e honrados que tiveram uma atitude semelhante naquele momento histórico e que também sofreram terríveis conseqüências.— Jaime Gazmuri, 1991.
 Em março de 2003, a Força Aérea prestou uma homenagem oficial a Alberto Bachelet pela primeira vez, com a visita de sua filha Michelle, na época Ministra da Defesa, aos escritórios que seu pai ocupava no Departamento de Finanças da instituição.
Em 11 de março de 2006, dia em que assumiu a presidência do Chile, Michelle Bachelet, em seu discurso em um palco instalado na Alameda, dedicou a conquista a seu pai, e em 10 de outubro de 2007 ela inaugurou na comuna de El Bosque, um estabelecimento público de educação básica que leva seu nome, a Escola General Alberto Bachelet .
O museu criado no local em que o centro clandestino de detenção e tortura do FACh, Nido 20, em La Cisterna, recebeu seu nome..